# Kalapsza János
Kalapsza János, John Kalapsza (Magyarbecse, Bács-Bodrog vármegye, 1823. május 16. – 1860 után) 1848-49-es honvédhuszár százados.

## Élete
A szabadságharcban honvédhuszár százados volt és 1849. augusztus 23-án menekült Orsováról Törökországba. 1849. augusztus 27-én érkezett Viddinbe, november 3-án indultak Sumlába, oda érkeztek november 21-én. Ekkor Perczel Mór tábornok a török császári biztos és alezredes mellé segédtisztnek kinevezte; ily minőségben 1850. február 15-én indultak Sumlából Kütahyába, ahova április 12-én érkeztek. Kossuth Lajost 1851-ben Amerikába követte. Kossuth Amerikából való távozása után Kalapsza Perczel Miklóssal és másokkal igyekezett az amerikai vezető egyéniségek figyelmét felhívni az emigráns magyarok gondjaira, de a végeredmény leginkább az lett, hogy mindenkinek magának kellett boldogulni. Kalapsza Bostonban női lovagló iskolát nyitott (American house care of Capt. J. N. Kalapsza). 1856-ban Utahban telepedett le, áttért a mormon hitre és meggazdagodott (újabb források azonban ezt vitatják). Bostoni lovagló iskoláját addigi emigráns és segítőtársai vették át, Kinizsi István huszárszázados, Zágonyi Károly huszárhadnagy és Wolf József huszárszázados. 1857. június 20-án öt évre besorozták, 1857-58 telét Fort Bridgerben töltötte. 1859. január 12-én több társával együtt leszerelték, többen hazatértek, Kalapsza pedig Camp Floydban maradt. 1860 októberében még ellátogatott Salt Lake City-be. További sorsa ismeretlen.
Önéletrajzi jegyzetei vannak (1849. augusztus 1-től 1850. április 12-ig) a Magyar Nemzeti Múzeum levéltárában; ívrét egy ív.